# Пашковский, Роман

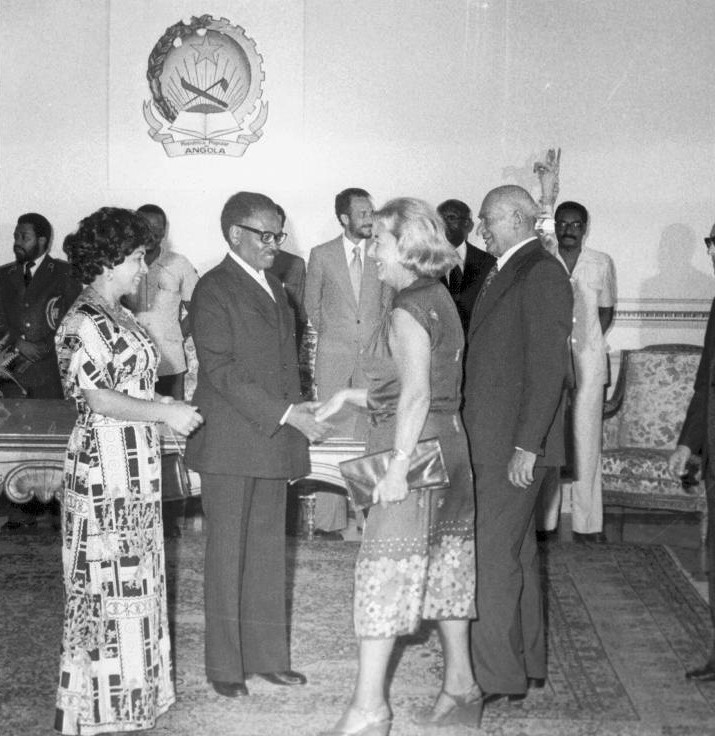
Посол ПНР Роман Пашковский и президент Анголы Агостиньо Нето с супругами, 1978 год

Роман Винценты Пашковский (пол. Roman Wincenty Paszkowski; 1914, Гулув  (пол.), Седлецкая губерния, Российская империя – 1998, Катовице, Польша) – польский военный и государственный деятель, генерал брони, командующий силами противовоздушной обороны ПНР в 1967–1976, Катовицкий воевода в 1981–1985. В Третьей Речи Посполитой был первым председателем Клуба генералов Войска Польского.

## Боевой офицер
Родился 19 июля 1914 года в семье управляющего поместьем в Гулове Люблинской губернии Царства Польского Вацлава Пашковского (1886—1973) и Стефании, урождённой Оправской (1887—1964). С 1925 года посещал Государственную мужскую гимназию им. Адама Чарторыйского в Пулавы, а затем гимназию в Соколове-Подляском. В 1934 году окончил кадетский корпус в Равиче, в 1936 году — пехотное училище в Острув-Мазовецке. С 1936 служил в 22-м пехотном полку, дислоцированном в Седльце. Командовал стрелковой ротой.
В 1939 подпоручик Роман Пашковский участвовал в боях оборонительной войны под Быдгощем и Кутно. Был дважды ранен. Был награждён Серебряным крестом ордена Virtuti militari (вручён после войны). Попал в плен, содержался в офицерских лагерях. Участвовал в сопротивлении военнопленных, организованном Армией Крайовой. В 1945 освобождён британскими войсками.

## Репрессированный
Вернувшись в Польшу, вновь поступил на военную службу. Окончил курсы батальонных командиров и Академию генштаба Войска Польского. В 1946—1948 возглавлял иностранный отдел Генштаба. Политически поддерживал коммунистов – с 1946 состоял в ППР, с 1948 – в правящей ПОРП.
В 1951, при правлении Болеслава Берута, был арестован военной спецслужбой и обвинён в шпионаже. Был привлечён по делу генералов Татара и Кирхмайера. На следствии подвергался жёсткому давлению, но вины не признал. Освобождён в 1955, в преддверии «гомулковской оттепели». До 1957 был чиновником министерства сельского хозяйства, затем восстановился в вооружённых силах ПНР.

## Генерал и дипломат
С 1957 служил в противовоздушной обороне и военно-воздушных силах. В 1960 освоил специальность военного лётчика. С 1959 по 1962 командовал 1-м корпусом ПВО, с 1961 в звании генерала бригады. После выделения ПВО в особый род вооружённых сил был заместителем командующего Чеслава Манкевича. С 1967 по 1976 — командующий войсками ПВО в звании генерала дивизии. Под командованием генерала Пашковского проводилось активное формирование и развитие польских сил ПВО и ВВС.
В 1976 Госсовет ПНР перевёл его на дипломатическую службу и назначил послом в Анголе (с 1979 также в Сан-Томе и Принсипи). Представительство в Анголе имело немалое политическое значение – в стране шла гражданская война коммунистического правительства МПЛА с антикоммунистическими повстанцами УНИТА и военное противостояние с ЮАР.
Вернулся в ПНР в 1980, в период конфронтации ПОРП с независимым профсоюзом «Солидарность». Пользовался уважением в стране как крупный военачальник, ветеран войны, подвергшийся сталинистским репрессиям. Он не ассоциировался с партийной номенклатурой, не был прямо причастен к преследованию оппозиции и подавлению рабочих протестов.

## Катовицкий воевода

### Назначение
13 декабря 1981 в Польше было введено военное положение. Власть перешла к Военному совету национального спасения (WRON), во главе которого стоял первый секретарь ЦК ПОРП и председатель Совина ПНР генерал армии Войцех Ярузельский. «Солидарность» выступила против режима, упорное сопротивление оказывали бастующие шахтёры и металлурги в Катовице и Силезско-Домбровском регионе. Власти Катовицкого воеводства — комитет ПОРП Анджея Жабиньского, воеводская администрация Генрика Лихося — проводили жёсткую линию «партийного бетона», конфронтация обострилась до опасных пределов.
16 декабря 1981 произошло кровопролитие на шахте «Вуек». В тот же день Роман Пашковский был назначен Катовицким воеводой — главой региональной администрации с полномочиями комиссара WRON. Он старался урегулировать положение по возможности обходясь без насилия. Встретившись с представителями шахтёров, Пашковский обещал, что «в Силезии больше не прольётся кровь». Он также установил контакт с епархиальным епископом Катовице Гербертом Бедношем.
Был отправлен в отставку не только воевода Лихось, но и первый секретарь Жабиньский. На место Жабиньского назначен экономист Збигнев Месснер. Вопреки политической традиции «реального социализма» главной фигурой региональной власти и доверенным функционером Ярузельского стал не партийный секретарь Месснер, а воевода Пашковский.

### Курс
Своё согласие на назначение в Катовице Пашковский объяснял необходимостью «усмирить компанию партийных ястребов во главе с Жабиньским, затеявших заговор против Ярузельского» (по смыслу получалось, что генерал намеревался действовать чуть ли не заодно с «Солидарностью»). Он с тревогой отмечал «климат насилия» в воеводской милиции и госбезопасности. Пашковский резко критиковал воеводского коменданта милиции полковника Грубу как «типичного мента, который сначала выполняет приказ, потом начинает думать». Он говорил также, что «„Солидарности“ нельзя отказать во многих достоинствах, нельзя однозначно оценивать отрицательно», но «лидеры „Солидарности“ не учитывали геополитических реалий, хотели слишком многого, и это грозило Польше непредсказуемыми последствиями».
В то же время воевода Пашковский полностью поддерживал режим военного положения. Он называл армию «единственной силой, способной дисциплинировать общество, разогнать бездельников, пьяниц, спекулянтов и тунеядцев». Осуждая насилие на «Вуеке», критиковал в основном тактические ошибки штурма (например, нерациональное использование танков), а не силовые методы как таковые. Пашковский последовательно проводил курс усмирения протестов. По должности воеводы он возглавлял Воеводский комитет обороны, руководил подавлением забастовки металлургов Хута Катовице и забастовки горняков шахты «Пяст». Воевода отказался от переговоров с забастовочным комитетом Хута Катовице и заявил, что лидеры забастовки «Пяста» должны «ощутить на себе действие военного положения». Однако в обоих случаях подавление обошлось без применения оружия, не было убитых и раненых. Епископ Беднош выражал за это благодарность воеводе Пашковскому.
За период военного положения в Катовицком воеводстве были интернированы около 1000 активистов «Солидарности». Уголовному преследованию по политическим обвинениям подверглись 465 человек. Перед военными судами предстали 219 человек (вынесены 120 приговоров), перед судами общей юрисдикции — 72 человека (63 приговора). С другой стороны, Пашковский уволил наиболее одиозных администраторов (но не силовиков), добился устранения из партаппарата многих кадров Жабиньского. Была свёрнута деятельность структур ортодоксального «бетона» типа Катовицкого партийного форума. Воевода продолжал взаимодействие с католической архиепархией, особенно во время визита в Польшу Папы Римского Иоанна Павла II в 1983.

### Итоги
Катовицким воеводой Роман Пашковский оставался до 1985. С января 1984 он состоял в бюро воеводского комитета ПОРП. Свою деятельность на этом посту он оценивал позитивно, как «выполнение военного приказа», говорил о «восстановлении спокойствия и порядка». Однако большинство исследователей пишут о сохранявшейся в регионе подспудной конфронтации и глубокой общественной депрессии.
Трудным оставалось и экономическое положение воеводства — генерал Пашковский не был компетентен в хозяйственных вопросах. Это и стало главной причиной замены его на экономиста Тадеуша Внука.

## Переходный период и последние годы
В 1985 возглавил Совет охраны памяти борьбы и мученичества. Состоял также в Высшем совете Союза борцов за свободу и демократию и в Национальном Грюнвальдском комитете. Был депутатом сейма ПНР, председателем парламентского комитета по конституционной ответственности.
Военную службу завершил в январе 1986 в звании генерала дивизии. В октябре 1989 особым решением ему было присвоено звание генерала брони. Был награждён более 80 орденами, медалями, почётными знаками Второй Речи Посполитой, ПНР, СССР, ГДР, ЧССР, НРБ, Франции.
По ходу политических перемен постепенно брал всё более реформаторский курс – прежде всего с позиций польского патриотизма. Он стал первым официальным деятелем ПНР, который поднял вопрос о памяти поляков, погибших в СССР. В 1987 посетил Катынь, после чего публично заявил о необходимости оглашения исторической правды о Катынском расстреле и увековечивании памяти жертв. 5 апреля 1989 организовал поездку поляков в Катынь на место гибели родных, перенос земли из могил и закладку у Памятника неизвестному солдату в Варшаве. По его инициативе при Госсовете была создана Комиссия памяти жертв сталинизма во главе с заместителем председателя Госсовета Зеноном Комендером.
В 1989 вполне принял транзит Польши и крушение социалистического строя. На первых альтернативных выборах баллотировался в сенат от Варшавы как представитель ПОРП, но избран не был – за него голосовали немногим более 2 % (победу одержал кандидат Гражданского комитета «Солидарности» академик Владислав Финдейзен).
В Третьей Речи Посполитой занимался в основном делами ветеранского движения. Работал над увековечиванием памяти силезских харцеров, сражавшихся в 1939. Являлся почётным президентом Варшавского аэроклуба. В 1996 стал первым председателем (президентом) Клуба генералов Войска Польского. Поддерживал дружественные отношения с рядом католических священнослужителей Катовицкой архиепархии. Проживал в Варшаве, но часто посещал Катовице.

## Смерть и похороны
Скончался в Катовице 16 августа 1998 года в возрасте 84 лет, во время торжеств по случаю рукоположения катовицкого священника. Заупокойную мессу в Соборе Короля Христа служил епархиальный епископ Тарнува Виктор Скворц, в Соборе Пресвятой Девы Марии Королевы Польши – полевой епископ Войска Польского генерал дивизии Славой Лешек Глудзь. Был похоронен на варшавском кладбище Воинские Повонзки. Отпевание проводил капеллан Войска Польского полковник Ян Мругач. На церемонии похорон присутствовали Войцех Ярузельский, Збигнев Месснер, официальные представители Генштаба, командования ВВС и ПВО, Клуба генералов Войска Польского.